# Associazioni e movimenti cattolici
Le Associazioni e Movimenti Cattolici sono le associazioni e i movimenti riconosciuti dalla Chiesa cattolica a livello diocesano o pontificio.
Con il decreto Apostolicam Actuositatem, il Concilio Vaticano II ha riconosciuto il ruolo indispensabile svolto dai laici cattolici nell'opera di apostolato, di annuncio, cioè, del Vangelo.
Il decreto cita espressamente un'associazione di laici cattolici, l'Azione Cattolica, quale modello per tutti i laici che vogliano, in forma associata, contribuire al «fine apostolico della Chiesa». Questa menzione speciale deriva dall'importanza che l'associazione ha avuto nel corso del XX secolo.
Dopo il concilio, sotto impulso dello stesso, sono però nati nuove associazioni, movimenti o comunità, dei quali il diritto canonico non ha saputo sempre dare una puntuale normazione, anche dopo la riforma del 1983.

## Storia
I laici cattolici fin dal Medioevo hanno dato vita alle più disparate forme di aggregazione. Prime fra tutte vi sono state le "congreghe" o "confraternite", associazioni di fedeli nate spesso con lo scopo di diffondere la devozione per Maria, madre di Gesù o per un santo, o per dedicarsi a opere di misericordia corporale o spirituale.
Tra le prime confraternite a nascere vi furono, a opera dei frati domenicani, quelle per la diffusione della pratica del rosario e, a opera dei serviti, le figlie di Maria.
Anche se non possono essere qualificate come associazioni laicali in senso moderno, vanno annoverate tra queste anche i cosiddetti "terz'ordini". I terz'ordini nacquero a opera dei frati francescani e radunano tutti i laici che fanno propria la spiritualità di un determinato ordine.
Nel corso del tempo sono nate anche le società di mutuo soccorso, spesso legate ai monti di pietà, che assicuravano ai soci assistenza in caso di malattia o indigenza. Nel corso del XIX secolo da queste nacquero le "leghe bianche", che dettero poi vita ai sindacati cattolici.
Nel XX secolo, dal secondo dopoguerra in poi, sono nati e si sono diffusi molti movimenti cattolici, non legati più all'ambito parrocchiale, come l'Azione cattolica, o a ordini religiosi, come i terz'ordini, ma portatori di una propria specifica spiritualità.
Tra questi si possono citare l'Opera di Maria o Movimento dei Focolari, Comunità di Gesù-Missionarie Laiche (Firenze, fondata da Mons. G.Agresti e L.Minocchi nel 1967), Comunione e Liberazione, il Rinnovamento carismatico cattolico, il Rinnovamento nello Spirito Santo, la Legio Mariae, i Cursillos de Cristianidad, gli Araldi del Vangelo, l'Opera dello Spirito Santo, il Movimento internazionale cattolico per la pace Pax Christi, il Movimento Apostolico.
Vengono assimilati ai movimenti, pur non essendolo: il Cammino neocatecumenale, che è una fondazione autonoma di beni spirituali; l'Opus Dei, che è stato elevato da Giovanni Paolo II a prelatura personale; la Comunità nuovi orizzonti, fondata da Chiara Amirante, che è un'associazione internazionale privata di fedeli.

## Ordinamento canonico
Il nuovo Codice di diritto canonico (1983) norma espressamente il diritto di fondare e dirigere liberamente associazioni da parte dei fedeli.
Il can. 298 stabilisce le tre finalità delle associazioni di fedeli:
- incremento di una vita più perfetta (ricerca della santità),
- promozione del culto pubblico o della dottrina cristiana,
- compimento di opere di apostolato.

Il can .215 aggiunge che possono proporsi un fine di carità o di pietà ovvero "l'incremento della vocazione cristiana nel mondo".
La Santa Sede e i vescovi diocesani hanno il diritto ed il dovere di vigilare sulla vita delle associazioni, e questo soprattutto in due ambiti: l'integrità della fede e dei costumi, e la disciplina ecclesiastica (can. 305).
Nelle fasi di riconoscimento la prima tappa è il conseguimento di diritto diocesano come "associazione privata", che dopo un tempo ad experimentum può ottenere il riconoscimento come "associazione pubblica".
Per quanto riguarda il riconoscimento da parte dell'autorità della Chiesa, il Codice di diritto canonico distingue diversi gradi di riconoscimento:
- riconoscimento di diritto diocesano come "associazione privata di fedeli" o "associazione pubblica di fedeli" da parte dell'ordinario diocesano;
- riconoscimento della Santa Sede come "associazione internazionale privata di fedeli" o "associazione pubblica di fedeli" da parte del Dicastero per i laici, la famiglia e la vita (fino al 2016 il Pontificio consiglio per i laici).

Le possibilità di configurazione di una "associazione di fedeli" dipende esclusivamente dalla sua costituzione interna e non dal "grado di riconoscimento":
- Una associazione privata di fedeli si caratterizza per impegni o "promesse" private che alcuni membri assumono; il ramo maggiormente sviluppato è laicale, pur avendo diversi stati vocazionali presenti;
- Una associazione pubblica di fedeli ha come ramo maggiormente sviluppato quello in cui i propri "membri consacrati" fanno "voti o promesse pubbliche", configurandosi dunque come un "movimento" o un'associazione al cui interno è maggiormente presente uno stato vita religioso o secolare.
- Se una comunità non avesse una presenza di altri stati vocazionali tali da giustificare la configurazione come "associazione pubblica di fedeli"[non chiaro] si configura come "istituto religioso" o "ordine religioso" o "società di vita apostolica" dipendendo dalla Congregazione per gli istituti di vita consacrata e per le società di vita apostolica.

L'approvazione di uno statuto ha sempre delle fasi temporali sia a livello diocesano sia da parte della Santa Sede, passando, secondo la prassi, per un tempo inizialmente ad experimentum che permette sia alla comunità di poter verificare l'applicabilità degli statuti sia alla Santa Sede di aiutare la comunità a trovare i migliori strumenti giuridici per costituirsi e custodire fedelmente nel tempo il carisma ricevuto come "dono comune per l'utilità comune".
Le associazioni possono essere clericali o laicali; universali, internazionali, nazionali o diocesane; pubbliche o private. Rientrano nella associazioni di fedeli anche gli oblati e i terz'ordini.
Le associazioni erette come pubbliche nascono come persone giuridiche ecclesiastiche, i loro beni sono beni ecclesiastici ed esse agiscono in nome e per conto della Chiesa. Viceversa, nelle associazioni private i beni sono privati sebbene l'autorità ecclesiastica vigili sul loro retto utilizzo; le azioni non sono a nome della Chiesa; la personalità giuridica è un'opzione di cui possono fare richiesta.

## Tipologie

### Fondazioni autonome di beni spirituali
- Cammino neocatecumenale[4]: nato in Spagna, fondato da Kiko Argüello e da Carmen Hernández nel 1964/1970. Conta 250.000 aderenti in Italia e circa 1 milione in tutto il mondo.

### Associazioni internazionali di fedeli
Il Pontificio consiglio per i laici nel 2004 ha censito 123 associazioni internazionali di fedeli:
- Alleanza Internazionale dei Cavalieri Cattolici
- Apostolato Militare Internazionale
- Araldi del Vangelo
- Associazione Cattolica Internazionale al Servizio della Giovane
- Associazione Cattolica Mondiale per la Comunicazione
- Associazione Comunità Domenico Tardini
- Comunità Papa Giovanni XXIII
- Associazione cooperatori salesiani
- Associazione Cuore Immacolato di Maria, Madre della Misericordia, o Tuus Totus
- Associazione della Sacra Famiglia
- Associazione Internazionale dei Caterinati
- Associazione Internazionale delle Carità
- Associazione Internazionale Fede e Luce
- Associazione internazionale missionari della carità politica
- Associazione Laicale Memores Domini
- Associazione "Pro Deo et fratribus - Famiglia di Maria"
- Associazione Rurale Cattolica Internazionale
- Associazione San Benedetto patrono d'Europa
- Associazione San Francesco di Sales
- Associazione Silenziosi operai della Croce
- Carmelo missionario secolare
- Centro Cattolico Internazionale di Cooperazione con l'Unesco
- Centro Cattolico Internazionale di Ginevra
- Claire Amitié
- Comitato Cattolico Internazionale per gli Zingari
- Comitato Internazionale Cattolico delle Infermiere e delle Assistenti Medico-Sociali
- Commissione Internazionale Cattolica per le Migrazioni
- Comunità Adsis
- Comunità Cattolica di Integrazione
- Comunità Cattolica Shalom
- Comunità Chemin Neuf
- Comunità dell'Emmanuele
- Comunità delle Beatitudini
- Comunità del Pane di Vita
- Comunità di Sant'Egidio
- Comunità di vita cristiana
- Comunità laiche marianiste
- Comunità missionaria di Villaregia
- Confederazione Internazionale delle Associazioni Professionali delle Collaboratrici Familiari
- CConfederazione internazionale dei centri volontari della sofferenza
- Confederazione Mondiale Exallieve ed Exallievi delle Figlie di Maria Ausiliatrice
- Conferenza delle Organizzazioni Internazionali Cattoliche
- Conferenza Internazionale Cattolica del Guidismo
- Conferenza internazionale cattolica dello scautismo
- Cooperatori amigoniani
- Cooperatori dell'Opus Dei
- Coordinamento Internazionale della Gioventù Operaia Cristiana
- Équipes Notre-Dame
- Federazione Internazionale degli Uomini Cattolici "Unum Omnes"
- Federazione Internazionale dei Movimenti Cattolici di Azione Parrocchiale
- Federazione Internazionale dei Movimenti di Adulti Rurali Cattolici
- Federazione internazionale dei pueri cantores
- Federazione Internazionale delle Associazioni Cattoliche di Ciechi
- Federazione Internazionale delle Associazioni dei Medici Cattolici
- Federazione Internazionale delle Comunità dell'Arca
- Federazione Internazionale delle Università Cattoliche
- Federazione Internazionale Farmacisti Cattolici
- Federazione Mondiale delle Opere dell'Adorazione Notturna di Gesù Sacramentato
- Fondacio Cristiani per il mondo
- Forum Internazionale di Azione Cattolica
- Foyers de Charité
- Fraternità Cattolica delle Comunità e Associazioni Carismatiche di Alleanza
- Fraternità Charles de Foucauld
- Fraternità Cristiana Intercontinentale dei Malati Cronici e Disabili Fisici
- Fraternità dei Gruppi San Tommaso d'Aquino
- Fraternità di Comunione e Liberazione
- Gioventù Indipendente Cristiana Internazionale
- Gioventù Studentesca Cattolica Internazionale
- Gruppo Promotore del Movimento per un mondo migliore
- Incontri di Promozione Giovanile
- Incontri Matrimoniali Mondiali
- Incontri per Coppie Sposate
- Istituto cattolico per l'evangelizzazione
- Istituzione Teresiana
- Laboratori di preghiera e vita
- Legio Mariae
- Milizia dell'Immacolata
- Milizia di Gesù Cristo
- Movimento Apostolico di Schoenstatt
- Movimento Apostolico Regnum Christi
- Movimento contemplativo missionario Padre de Foucauld
- Movimento dei laici claretiani
- Movimento di Spiritualità "Vivere In"
- Movimento di Vita Cristiana
- Movimento Giovanile Salesiano
- Movimento Internazionale d'Apostolato dei Ceti Sociali Indipendenti
- Movimento Internazionale degli Intellettuali Cattolici "Pax Romana"
- Movimento Internazionale degli Studenti Cattolici "Pax Romana"
- Movimento Internazionale della Gioventù Agricola e Rurale Cattolica
- Movimento internazionale di apostolato dei bambini
- Movimento Luce-Vita
- Movimento Mondiale dei Lavoratori Cristiani
- Movimento Oasi
- Movimento teresiano di apostolato
- Opera di Maria, Movimento dei Focolari
- Opera di Nazaret
- Opera di San Giovanni d'Avila
- Opera di Santa Teresa
- Opera Kolping internazionale
- Organismo Mondiale dei Cursillos de cristianidad
- Organizzazione Mondiale degli Exallievi ed Exallieve dell'Insegnamento Cattolico
- Punto Cuore
- Scuola della Croce
- Seguimi, Gruppo Laico di Promozione Umano-Cristiana
- Servizi al Rinnovamento Carismatico Cattolico Internazionale
- Servizio Missionario Giovani
- Società di San Vincenzo de' Paoli
- Sposi per Cristo
- Ufficio internazionale cattolico dell'infanzia
- Ufficio Internazionale dell'Insegnamento Cattolico
- Unione Apostolica Femminile di Schoenstatt
- Unione Cattolica Internazionale della Stampa
- Unione dell'apostolato cattolico
- Unione esperantista cattolica internazionale
- Unione Internazionale Cristiana dei Dirigenti d'Impresa
- Unione Internazionale dei Giuristi Cattolici
- Unione Internazionale delle Guide e Scouts d'Europa - Federazione dello Scautismo Europeo
- Unione Mondiale degli Insegnanti Cattolici
- Unione Mondiale delle Organizzazioni Femminili Cattoliche
- Unione Sanguis Christi
- Vie Montante Internationale

### Associazioni e movimenti
Associazioni e movimenti ecclesiali si differenziano tra di loro. Non esistendo attualmente un "contenitore giuridico" unico per l'attuale configurazione dei maggiori movimenti o associazioni, inizialmente si costituiscono come associazione privata di fedeli di diritto diocesano per poi essere riconosciute come associazione internazionale privata di fedeli se approvate dal Pontificio consiglio per i laici, non escludendo la possibilità di avere un ramo sociale che opera attraverso una "fondazione", "cooperative sociali", "associazioni onlus" (no profit a livello nazionale) o "ONG" (Organizzazioni non governative a livello internazionale) e altri possibili soggetti giuridici specifici per gli ambiti in cui operano.
Tenuto conto dell'attuale ordinamento giuridico le comunità o associazioni costituitesi come "associazione privata" di fedeli rispetto alle "associazioni pubbliche" di fedeli, si differenziano per avere più sviluppato il ramo laicale e pertanto per un impegno o consacrazione in forma "privata" e non pubblica, caratteristica invece per gli ordini religiosi o le "promesse pubbliche" (Ordo virginum e altre comunità che comprendono più stati vocazionali ma hanno più sviluppato un ramo con promesse pubbliche o "voti").
Di seguito sono elencati alcuni dei principali movimenti cattolici (in ordine alfabetico).
- Associazione per il Volontariato nelle Unità Locali e Servizi Socio-Sanitari (AVULSS) fondata da don Giacomo Luzietti nel 1979. Conta circa 150 associazioni e circa 5.500 Volontari in tutta Italia.[5]
- Comunione e Liberazione: nato in Italia, fondato da don Luigi Giussani nel 1954. Nel 2021 si stimavano circa 100.000 aderenti, diffusi in oltre ottanta Paesi in tutti i continenti.[6]
- Comunità Gesù Risorto: discendente del Rinnovamento carismatico cattolico
- Comunità nuovi orizzonti:[7] fondata da Chiara Amirante[8] nel 1993. Tra laici consacrati, sacerdoti, religiosi, collaboratori, amici sostenitori e "Cavalieri della luce"[9], conta più di 150.000 aderenti in Italia e all'estero[10].
- Gioventù ardente mariana: movimento fondato nel 1975 a Torino dal salesiano don Carlo De Ambrogio.
- Gioventù francescana è un movimento cattolico internazionale (definito fraternità) di giovani cattolici (detti "gifrini") di età compresa tra i 14 e i 30 anni, che condividono e vivono il Vangelo seguendo l'esempio di Francesco d'Assisi. È chiamata anche con l'acronimo Gi. Fra.
- Lega missionaria studenti è un movimento giovanile di spiritualità ignaziana che cura la formazione al volontariato. Organizza campi di volontariato estivi in Romania, Perù, Kenya e Cuba.
- Luce e Vita (Chiesa viva o oasi): nata in Polonia, fondata da padre Franciszek Blachnicki nel 1954/1976. Conta decine di migliaia di aderenti quasi tutti in Polonia.
- Movimento studenti cattolici: nato in Italia, fondato da Fratel Giuseppe Lazzaro nel 1980. Conta migliaia di aderenti in Italia.
- Patronato per l'Assistenza Spirituale Forze Armate - P.A.S.F.A. . Associazione operante quale organismo all'interno dell'Ordinariato Militare per l'Italia, coadiuvando l'opera dei Cappellani Militari sin dal 1915.
- Pax Christi: movimento internazionale cattolico per la pace. La sezione italiana conta circa 1000 aderenti sparsi in tutta la penisola. Nacque nel 1954, per opera di mons. Montini della Segreteria di Stato Vaticana; il primo segretario nazionale fu mons. Vallainc, e il primo presidente fu mons. Carlo Rossi, vescovo di Biella.
- Rinnovamento nello Spirito: gli incontri seguono, a grandi linee, lo stile delle prime comunità cristiane descritte nelle Lettere paoline (cfr. 1 Cor 14,26[11]; Ef 5,18-20[12]): una "liturgia missionaria", una forma di annuncio, nella quale i partecipanti, sulla base del sacerdozio comune dei fedeli, sono condotti a un incontro immediato con Gesù, tramite anche la testimonianza personale comunicata nella fede[13]
- Totus Tuus: fondato in Cile nel 2012.

Tra le principali associazioni cattoliche italiane ci sono:
- Associazioni cristiane dei lavoratori italiani (ACLI): fondata nel 1944 da Achille Grandi (1883-1946). Conta circa 950.000 aderenti.
- Azione cattolica: fondata nel 1867. Conta circa 400.000 aderenti e alle sue attività prendono parte oltre un milione di persone[14].
- Movimento Cristiano Lavoratori: fondata nel 1970/1972. Conta circa 280.000 aderenti.
- Associazione guide e scouts cattolici italiani (AGESCI): nata nel 1974 dalla fusione dell'Associazione scouts cattolici italiani (ASCI) con l'Associazione guide italiane (AGI). Conta circa 180.000 soci.
- Movimento Adulti Scout Cattolici Italiani (MASCI): movimento di Adulti Scouts inizialmente tutti provenienti dallo scautismo giovanile, nato nel 1954.
- Associazione italiana guide e scouts d'Europa cattolici (FSE): nata da ex membri di ASCI e AGI non aderenti all'AGESCI.
- Associazione comunità Papa Giovanni XXIII: fondata da don Oreste Benzi nel 1968.
- Gruppo Seguimi: fondato nel 1965 dal clarettiano padre Atanasio Gutierrez e approvato come pia unione dal mons. Abele Conigli vescovo di Sansepolcro; riconosciuto come associazione internazionale di fedeli dal Pontificio Consiglio per i Laici nel 1984[15].
- Unione cristiana imprenditori dirigenti (UCID): costituita nel 1947.
- Unione nazionale italiana trasporto ammalati a Lourdes e santuari internazionali (UNITALSI): costituita nel 1903.
- Comunità nuovi orizzonti fondata da Chiara Amirante[16]. nel 1993.